# Elvis On Tour
Elvis On Tour er en dokumentarfilm fra 1972 med Elvis Presley. Filmen er den 33. og sidste i rækken af film med Presley, og samtidig hans anden dokumentarfilm i træk til biograferne.
Elvis On Tour blev produceret og instrueret af Pierre Adidge og Robert Abel på Metro-Goldwyn-Mayer. Filmen havde premiere den 1. november 1972 og havde en længde af 93 minutter.
Filmen er en koncertfilm med og om Elvis Presley, der igennem filmens mange sange viser glimt af optakten til og afviklingen af hans turné i april 1972 til 15 byer rundt om i USA. Filmen, som er krydret med interviews og dokumentariske klip fra hans karriere, blev koordineret af den senere så kendte Martin Scorsese.
Til brug i filmen blev der filmet fra fire af Elvis' koncerter i april. Det var:
- The Coliseum, Hampton Roads, Virginia, (9. april 1972 – Aftenshow)
- The Coliseum, Richmond, Virginia, (10. april 1972)
- The Coliseum, Greensboro, North Carolina, (14. april 1972 – Aftenshow)
- Convention Center, San Antonio, Texas, (18. april 1972)

## Åbningssekvensen
Elvis Presley starter filmen med disse linjer (frit oversat):
"Min Far havde set en masse mennesker, der spillede guitar og ikke gad arbejde. Så han sagde til mig, at jeg skulle gøre op med mig selv, om jeg ville spille guitar eller blive elektriker, – han havde aldrig set en guitarspiller, der var noget værd!!"

## Musik
Elvis On Tour var, sammen med Tickle Me, de eneste af Elvisfilmene, som hverken udløste en single, EP eller LP. For Elvis On Tours vedkommende hænger det sammen med, at Elvis i tiden mellem filmens optagelse og premiere havde udsendt sit live-album Elvis: As Recorded At Madison Square Garden, som var fra en koncert den 10. juni 1972. Denne LP rummede en stor del af de sange, som var med i filmen, og overflødiggjorde dermed udsendelse af et soundtrack fra filmen.

### Musikere og kor i filmen
- James Burton - solo guitar
- John Wilkinson - rytmeguitar
- Jerry Scheff - basguitar
- Ronnie Tutt - trommer
- Glen Hardin - piano
- Charlie Hodge - rytme guitar
- Kathy Westmoreland - vokal
- The Sweet Inspirations - kor
- J. D. Sumner & The Stamps - kor
- Joe Guercio - dirigent og orkesterleder

### Filmens sange
Der blev fremført en lang række sange og melodier i løbet af Elvis On Tour. De blev – med få undtagelser – alle sunget af Elvis Presley.
Filmens sange var:
- "Johnny B. Goode"
- "Also Sprach Zarathustra"/"Opening Vamp" – fremført af The Joe Guercio Orchestra
- "See See Rider"
- "Polk Salad Annie"
- "Separate Ways"
- "Always On My Mind"
- "Proud Mary"
- "Never Been To Spain"
- "Burning Love"
- "For The Good Times"
- "Lighthouse"
- "Lead Me, Guide Me"
- "Bosom Of Abraham"
- "Love Me Tender"
- "I, John"
- "Bridge Over Troubled Water"
- "Funny How Time Slips Away"
- "An American Trilogy"
- "I Got A Woman"/"Amen"
- "A Big Hunk O' Love"
- "You Gave Me A Mountain"
- "Sweet Sweet Spirit" – fremført af J.D. Sumner and the Stamps
- "Lawdy Miss Clawdy"
- "Can't Help Falling In Love"
- "Closing Vamp" – fremført af The Joe Guercio Orchestra
- "Memories"

## Priser
Filmen vandt en Golden Globe i 1973 for bedste dokumentarfilm.